# 흰발밭쥐
흰발밭쥐(Arborimus albipes)은 비단털쥐과에 속하는 설치류의 일종이다. 미국에서만 발견된다. 자연 서식지는 온대 숲이다.